# Тамаши, Иштван (учёный)
Иштван Тамаши (венг. Tamássy István, 21 июля 1924, Кула, Венгрия — 25 июня 1995, Дьёндьёш, Венгрия) — венгерский селекционер растений.

## Биография
В 1942 году поступил в Будапештский агрономический университет, который он окончил в 1947 году. Одного диплома ему показалось мало, тогда он в том же году переехал в Мичуринск (СССР) и поступил на аспирантуру в Институт плодоводства, который он окончил в 1953 году. В том же году вернулся на родину и с 1954 по начало 1990-х годов заведовал кафедрой генетики и селекции растений в Институте садоводства в Будапеште, после чего ушёл на пенсию.

## Научные работы
Основные научные работы посвящены генетике и селекции растений. Автор несколько сортов винограда, плодовых и овощных культур, районированных в Венгрии.

## Членство в обществах
- Иностранный член ВАСХНИЛ (1978-92).
- Член-корреспондент Венгерской АН (1973-95).